# City Lights (album)
City Lights – Classic Performances by Lou Reed je kompilační album amerického rockového kytaristy a zpěváka Lou Reeda, vydané v roce 1985.

## Seznam skladeb
1. „Coney Island Baby“ (live)
2. „Berlin“ (live)
3. „Satellite Of Love“ (live)
4. „Senselessly Cruel“
5. „Temporary Thing“
6. „Gimmie Some Good Times“
7. „City Lights“
8. „Looking For Love“
9. „Think It Over“